# Winfried Thirolf
Winfried Thirolf (* 7. November 1923 in Edenkoben; † 8. Dezember 1992 in Bad Hersfeld) war ein deutscher Kaufmann und Politiker (CDU).

## Leben
Thirolf besuchte die Volksschule, das Progymnasium und das Technikum in Ilmenau (Thüringen). Er war im Zweiten Weltkrieg Kriegsfreiwilliger und diente als Bordfunker in einem Zerstörergeschwader. Nach dem Krieg machte er eine technische und kaufmännische
Ausbildung in einem holzbe- und verarbeitenden Betrieb. 1955 wurde er selbstständiger Kaufmann (Großhandel für Schnitthölzer und Furnierimport).
1946 wurde er Mitglied der CDU und war Mitbegründer und Vorsitzender der JU der Pfalz. 1952 wurde er zum CDU-Kreisvorsitzender Landau gewählt. 1948 wurde er Mitglied des Stadtrats Edenkoben und 1956 Beigeordneter. 1951 wurde er Mitglied des Bezirkstags der Pfalz. Ab 1952 war er Mitglied des Kreistags Landau, wo er Fraktionsvorsitzender wurde. 1956 wurde er Mitglied des Kreisausschusses und Erster Kreisdeputierter.
1959 wurde er in den vierten Landtag Rheinland-Pfalz gewählt, dem er bis zum 30. September 1962 angehörte. Im Landtag war er Schriftführender Abgeordneter und Mitglied im Rechtsausschuss und Weinbau- und
Weinwirtschaftsausschuss. Nach seinem Ausscheiden aus dem Landtag rückte Gerhard Geis für ihn nach.
Er war Gründer und Leiter des Volksbildungswerks Edenkoben und Mitbegründer und Aufsichtsratsvorsitzender der Gebietswinzergenossenschaft Rietburg in Rhodt (Pfalz).